# Pycnandra decandra
Pycnandra decandra är en tvåhjärtbladig växtart som först beskrevs av Xavier Montrouzier, och fick sitt nu gällande namn av Willem Willen Vink. Pycnandra decandra ingår i släktet Pycnandra och familjen Sapotaceae.

## Underarter
Arten delas in i följande underarter:
- P. d. coriacea
- P. d. decandra